# Sansare
Sansare (proviene de un árbol llamado «Sare») es un municipio del departamento de El Progreso, situado en la parte Centro-Oriente de la República de Guatemala.  Está al noreste de la Ciudad de Guatemala, a una distancia de setenta kilómetros, y a treinta y siete kilómetros de la cabecera municipal Guastatoya.
Tras la Independencia de Centroamérica en 1821, Sansaria —como se le llamó entonces— pasó a formar parte del circuito de Acasaguastlán del distrito N.°4 (Chiquimula) para la impartición de justicia.  Luego, tras la Reforma Liberal en 1871 fue asignado al departamento de Guatemala, pero este traslado fue efímero, ya que luego fue asignado al departamento de Jalapa, que se creó el 24 de noviembre de 1873.
Finalmente pasó al departamento de El Progreso cuando este fue creado el 13 de abril de 1908 por el gobierno del licenciado Manuel Estrada Cabrera para mejor la administración de la región por donde pasaba el Ferrocarril del Norte de Guatemala. Aunque el departamento fue desmantelado en 1920, Sansare fue reasignado al mismo cuando este fue creado nuevamente en 1934 por el gobierno del presidente Jorge Ubico. 

## Demografía
El Municipio de Sansare está dividido territorialmente por cinco microrregiones. La Cabecera municipal y Aldea los Cerritos se consideran las regiones de mayor importancia, porque alrededor de ellos gira la actividad productiva, económica y de servicios con los cuales cuenta el territorio. 
Para el año 2022, la proyección de la población del municipio de Sansare era de 13,674 habitantes, compuesta por un 50.80% mujeres y el 49.20% por hombres; este municipio de caracteriza porque la mayoría de su población es relativamente joven.

## Geografía física

### Clima
La cabecera municipal de Sansare tiene clima tropical (Clasificación de Köppen: Aw).
| Parámetros climáticos promedio de Sansare | Parámetros climáticos promedio de Sansare | Parámetros climáticos promedio de Sansare | Parámetros climáticos promedio de Sansare | Parámetros climáticos promedio de Sansare | Parámetros climáticos promedio de Sansare | Parámetros climáticos promedio de Sansare | Parámetros climáticos promedio de Sansare | Parámetros climáticos promedio de Sansare | Parámetros climáticos promedio de Sansare | Parámetros climáticos promedio de Sansare | Parámetros climáticos promedio de Sansare | Parámetros climáticos promedio de Sansare | Parámetros climáticos promedio de Sansare |
| Mes                                       | Ene.                                      | Feb.                                      | Mar.                                      | Abr.                                      | May.                                      | Jun.                                      | Jul.                                      | Ago.                                      | Sep.                                      | Oct.                                      | Nov.                                      | Dic.                                      | Anual                                     |
| ----------------------------------------- | ----------------------------------------- | ----------------------------------------- | ----------------------------------------- | ----------------------------------------- | ----------------------------------------- | ----------------------------------------- | ----------------------------------------- | ----------------------------------------- | ----------------------------------------- | ----------------------------------------- | ----------------------------------------- | ----------------------------------------- | ----------------------------------------- |
| Temp. máx. media (°C)                     | 26.8                                      | 28.4                                      | 30.3                                      | 31.5                                      | 30.5                                      | 28.4                                      | 27.4                                      | 28.3                                      | 27.7                                      | 27.3                                      | 26.9                                      | 26.5                                      | 28.3                                      |
| Temp. media (°C)                          | 21.1                                      | 22.5                                      | 24.2                                      | 25.6                                      | 25.3                                      | 24.1                                      | 23.4                                      | 24.0                                      | 23.6                                      | 23.0                                      | 22.0                                      | 21.2                                      | 23.3                                      |
| Temp. mín. media (°C)                     | 15.5                                      | 16.7                                      | 18.1                                      | 19.7                                      | 20.1                                      | 19.8                                      | 19.5                                      | 19.7                                      | 19.5                                      | 18.7                                      | 17.1                                      | 16.0                                      | 18.4                                      |
| Precipitación total (mm)                  | 0                                         | 2                                         | 2                                         | 20                                        | 88                                        | 172                                       | 119                                       | 100                                       | 169                                       | 96                                        | 9                                         | 3                                         | 780                                       |
| Fuente: Climate-Data.org                  |                                           |                                           |                                           |                                           |                                           |                                           |                                           |                                           |                                           |                                           |                                           |                                           |                                           |

### Ubicación geográfica
Se encuentra a una distancia de 33 km de la cabecera departamental Guastatoya; sus colindancias son:
- Norte: Sanarate y Guastatoya, municipios del departamento de El Progreso
- Sur: Jalapa, municipio del departamento de Jalapa
- Este: San Pedro Pinula, municipio del departamento de Jalapa
- : Sanara te, municipio del departamento de El Progreso[5]

|                 | Norte: Sanarate Guastatoya |                        |
| Oeste: Sanarate |                            | Este: San Pedro Pinula |
|                 | Sur: Jalapa                |                        |

## Gobierno municipal
Los municipios se encuentran regulados en diversas leyes de la República, que establecen su forma de organización, lo relativo a la conformación de sus órganos administrativos y los tributos destinados para los mismos.  Aunque se trata de entidades autónomas, se encuentran sujetos a la legislación nacional y las principales leyes que los rigen desde 1985 son:
| N.º | Ley                                                | Descripción |
| --- | -------------------------------------------------- | --- |
| 1   | Constitución Política de la República de Guatemala | Tiene una regulación legal específica para los municipios en los artículos 253 al 262. |
| 2   | Ley Electoral y de Partidos Políticos              | Ley de carácter constitucional aplicable a los municipios en el tema de la conformación de sus autoridades electas. |
| 3   | Código Municipal                                   | Decreto 12-2002 del Congreso de la República de Guatemala. Tiene la categoría de ley ordinaria y contiene preceptos generales aplicables a todos los municipios, e inclusive contiene legislación referente a la creación de los municipios.             |
| 4   | Ley de Servicio Municipal                          | Decreto 1-87 del Congreso de la República de Guatemala. Regula las relaciones entra la municipalidad y los servidores públicos en materia laboral. Tiene su base constitucional en el artículo 262 de la constitución que ordena la emisión de la misma. |
| 5   | Ley General de Descentralización                   | Decreto 14-2002 del Congreso de la República de Guatemala. Regula el deber constitucional del Estado, y por ende del municipio, de promover y aplicar la descentralización y desconcentración económica y administrativa.                                |

El gobierno de los municipios está a cargo de un Concejo Municipal mientras que el código municipal —ley ordinaria que contiene disposiciones que se aplican a todos los municipios— establece que «el concejo municipal es el órgano colegiado superior de deliberación y de decisión de los asuntos municipales […] y tiene su sede en la circunscripción de la cabecera municipal»; el artículo 33 del mencionado código establece que «[le] corresponde con exclusividad al concejo municipal el ejercicio del gobierno del municipio».
El concejo municipal se integra con el alcalde, los síndicos y concejales, electos directamente por sufragio universal y secreto para un período de cuatro años, pudiendo ser reelectos.
Existen también las Alcaldías Auxiliares, los Comités Comunitarios de Desarrollo (COCODE), el Comité Municipal del Desarrollo (COMUDE), las asociaciones culturales y las comisiones de trabajo. Los alcaldes auxiliares son elegidos por las comunidades de acuerdo a sus principios y tradiciones, y se reúnen con el alcalde municipal el primer domingo de cada mes, mientras que los Comités Comunitarios de Desarrollo y el Comité Municipal de Desarrollo organizan y facilitan la participación de las comunidades priorizando necesidades y problemas.
Los alcaldes que ha habido en el municipio han sido:
- 2012-2020: Pablo Aguilar Morales[8]
- 2020-2023: Donaldo Castañeda
- 2024-2028: Sebastian Morales

## Historia

### Época colonial
Sansare era ya reconocido en el siglo xviii, con el nombre de Sansaria. Su nombre se deriva de un árbol llamado Sare en donde los pobladores aseguraron ver la imagen de la Virgen de las Mercedes y por eso se le agregó el prefijo San. No se tiene una fecha específica de cuando se fundó el municipio realmente ya que es muy antiguo pero se asegura que en 1769 ya se le conocía. 

### Tras la Independencia de Centroamérica
El Estado de Guatemala fue definido de la siguiente forma por la Asamblea Constituyente de dicho estado que emitió la constitución del mismo el 11 de octubre de 1825: «el estado conservará la denominación de Estado de Guatemala y lo forman los pueblos de Guatemala, reunidos en un solo cuerpo.  El estado de Guatemala es soberano, independiente y libre en su gobierno y administración interior.»
«Sansaria» —como se llama antes Sansare— fue uno de los municipios originales del Estado de Guatemala fundado en 1825; estaba en el departamento de Chiquimula, cuya cabecera era el municipio del mismo nombre, y tenía a los municipios de Zacapa, Acasaguastlán, Sansaria, Esquipulas, Jalapa, y Mita.
La constitución del Estado de Guatemala promulgada el 11 de octubre de 1825 también estableció los circuitos para la administración de justicia en el territorio del Estado;  en dicha constitución se menciona que «Sansaria» pertenecía entonces al circuito de Jalapa en el distrito N.º 4 Chiquimula junto con Jalapa, Santo Domingo, Jilotepeque y Pinula.

### Fundación del distrito de Jalapa

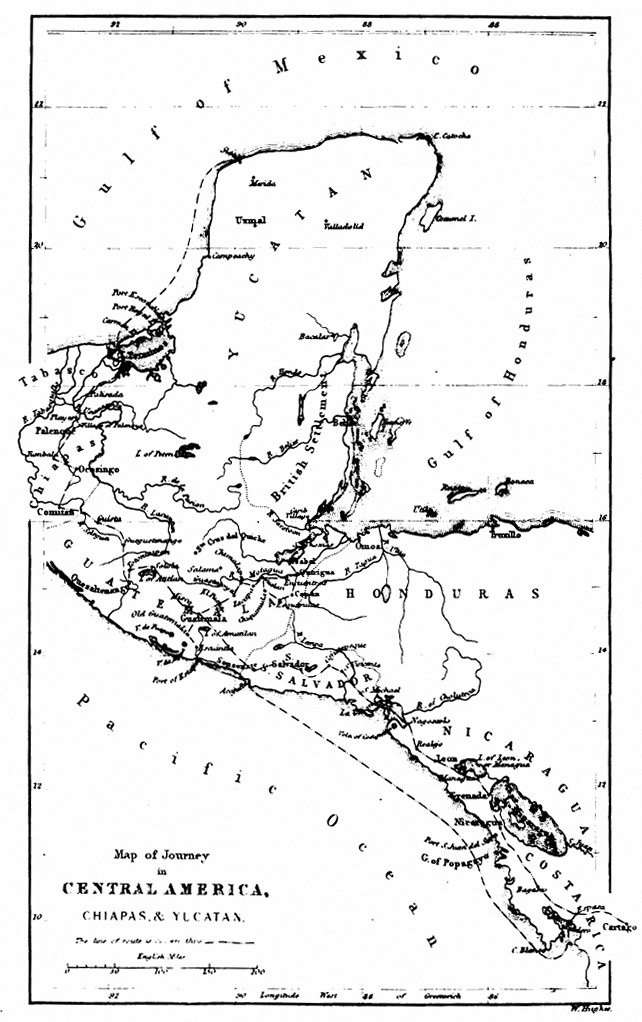
Mapa de Guatemala en 1839, elaborado por el arquitecto británico Frederick Catherwood, quien visitó Guatemala en compañía del explorador estadounidense John Lloyd Stephens en comisión del presidente de los Estados Unidos, Martin Van Buren.

La República de Guatemala fue fundada por el gobierno del presidente capitán general Rafael Carrera el 21 de marzo de 1847 para que el hasta entonces Estado de Guatemala pudiera realizar intercambios comerciales libremente con naciones extranjeras. El 25 de febrero de 1848 la región de Mita fue segregada del departamento de Chiquimula, convertida en departamento y dividida en tres distritos: Jutiapa, Santa Rosa y Jalapa.  Específicamente, el distrito de Jalapa incluyó Jalapa como cabecera, Sanarate, Sansaria —como se le llamaba entonces a Sansare—, San Pedro Pinula, Santo Domingo, Agua Blanca, El Espinal, Alzatate y Jutiapilla, quedando separado del distrito de Jutiapa por el río que salía del Ingenio hasta la laguna de Atescatempa.

### Tras la Reforma Liberal: creación del departamento de Jalapa

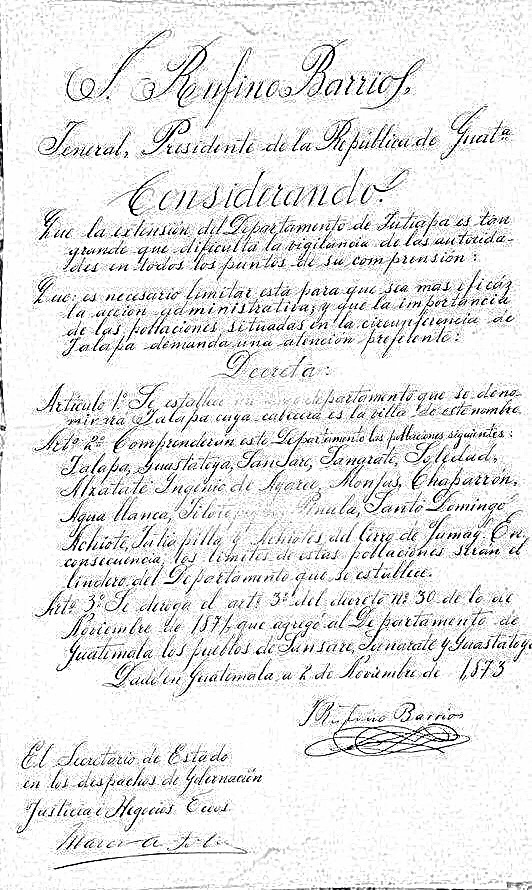
Facsímil del decreto de creación del Departamento de Jalapa en 1873.

Tras el triunfo de la Reforma Liberal de 1871, el gobierno de facto del presidente provisorio Miguel García Granados en el decreto N.º 30 del 10 de noviembre de 1871 agregó al Departamento de Guatemala los pueblos de Sansare, Sanarate y Guastatoya.  Sin embargo, esta cambio fue efímero, ya que el 24 de noviembre de 1873 se estableció el nuevo departamento de Jalapa, por Decreto número 107, siendo presidente de la República de Guatemala el general Justo Rufino Barrios; Barrios creó el nuevo departamento debido a la gran extensión del departamento de Jutiapa, lo que dificultaba la vigilancia de las autoridades.  Sansare fue parte del nuevo departamento, junto con Jalapa, Guastatoya, Sanarate, Soledad, Alzatate, Ingenio de Ayarce, Monjas, Chaparrón, Agua Blanca, Jilotepeque, Pinula, Santo Domingo, Achiote, Jutiapilla, y Achiotes del Cerro de Jumay.

### Departamento de El Progreso
El municipio de Sansare perteneció a Zacapa antes de que el decreto 683 del 13 de abril de 1908 del gobierno del licenciado Manuel Estrada Cabrera creara el Departamento de El Progreso.  El decreto de fundación decía que por la actividad comercial suscitada en los puntos por donde la vía férrea interoceánica pasaba se requería la más próxima vigilancia de las Autoridades no sólo para conservar el orden sino para encauzar las diversas corrientes del adelanto a un fin común se creó el departamento de El Progreso comprendiendo los siguientes Municipios: Cabañas, Acasaguastlán, Morazán, Sanarate, San Antonio La Paz, San José del Golfo, Guastatoya, Sansaria y las aldeas que están al Noroeste de Chiquimula formando la mitad de dicho Municipio.
Tras el derrocamiento de Estrada Cabrera en abril de 1920, el departamento se suprimió por el decreto gubernativo No. 756 del 9 de junio de 1920 del gobierno de Carlos Herrera y Luna, por no llenar las aspiraciones que el gobierno tuvo en mira para su creación, volviendo los municipios que lo conformaban a los departamentos a que pertenecían, con excepción de Guastatoya que formó parte de Guatemala.
El gobierno del general Jorge Ubico emitió el decreto legislativo de 1965 del 3 de abril de 1934 por medio del cual se creó de nuevo el Departamento de El Progreso retornando nuevamente el municipio de Sansare al mismo.
Hasta el gobierno del coronel Jacobo Arbenz Guzmán (1951-1954), el principal medio de transporte en Guatemala era el ferrocarril interoceánico, el cual era administrado por la International Railways of Central America (IRCA), subsidiaria de la United Fruit Company. El último año que IRCA reportó una ganancia fue en 1957.  En 1959, la carretera al Atlántico desde la Ciudad de Guatemala hasta Puerto Barrios fue inaugurada, lo que dio como resultado que los camiones obligaran al tren a reducir sus tarifas, además de que perdió mucha clientela.